# 米格尔·迪亚斯-卡内尔
米格尔·马里奥·迪亚斯-卡内尔·贝穆德斯（西班牙語：Miguel Mario Díaz-Canel Bermúdez，發音：[miˈɣel ˈdi.as kaˈnel]；1960年4月20日—）是一位古巴政治人物，古巴共产党员，现任古巴共产党中央委员会第一书记兼古巴共和国主席。他曾在青年共产主义联盟内担任领导工作。自2003年以来，他一直是古巴共产党中央政治局委员。2012年，迪亚斯-卡内尔就任部长会议副主席（副总理）。2013年2月24日在全国人民政权代表大会上，他接替退居二线出任国务委员会顾问的何塞·马查多当选为国务委员会第一副主席（国家副元首）。迪亚斯-卡内尔于2018年4月19日的新一届全国人民政权代表大会上当选国务委员会主席和部长会议主席。2019年10月当选第一任古巴共和国主席（国家主席），劳尔·卡斯特罗留任古巴共产党中央委员会第一书记（最高领导人）。2021年4月19日，古巴共产党第八次全国代表大会闭幕，迪亚斯-卡内尔当选第一书记，正式成为古巴最高领导人，是1959年古巴革命以来第三位最高领导人。

## 个人经历
迪亚斯-卡内尔祖先來自西班牙卡斯特罗波尔，他本人於1960年4月20日生于古巴中部比亚克拉拉省普拉塞塔斯市，父亲是当地机械厂的一名普通工人，母亲是师范院校老师。年轻时曾经留长发，而且是披头士乐队的歌迷，尽管当时这一点可能给他带来麻烦。据他的熟人私下里说，迪亚斯·卡内尔现在仍然听该乐队的歌。
1982年，从拉斯维利亚斯玛塔阿布雷乌中央大学电子工程专业本科毕业。随后加入古巴革命武装力量3875部队服兵役到1985年。 1985年4月他在母校拉斯维利亚斯玛塔阿布雷乌中央大学担任教师，并兼职担任共青团干部。1987年，参加了帮助尼加拉瓜共产党的国际革命任务。1989年回到担任青年共产主义联盟比亚克拉拉省第一书记。1991年担任古巴共产党中央委员。1993年出任青年共产主义联盟全国委员会第二书记。
1994年担任古巴共产党比亚克拉拉省委第一书记 ，任内曾批准建设了该省第一个同性恋酒吧，同时他也推动了古巴劳动法中的反同性恋歧视法条。2003年就任古共奥尔金省委第一书记，并进入古巴共产党中央政治局，年仅43岁的卡内尔是当时最年轻的政治局委员。
2009年5月，他被任命为古巴高等教育部部长。2012年3月被任命为古巴部长会议副主席（相当于副总理）。任内他鼓励国营媒体播放更多具有争议性的内容，同时积极发展古巴的互联网。
迪亚斯-卡内尔在2013年、2015年、2016年期间多次代表古巴政府与中华人民共和国国务院总理李克强会面。古巴第九届全国人民政权代表大会在2019年10月10日宣布，现任古巴国务委员会主席兼部长会议主席迪亚斯-卡内尔当天当选古巴共和国主席，根据新宪法，其任期最多为十年。

## 家庭
米格尔·卡内尔有两段婚姻，他与第一任妻子瑪莎育有两名孩子，现在与第二任妻子庫埃斯塔生活。

## 事件
2021年7月12日，数千名古巴人参加了数十年来反对古巴政府的最大规模抗议活动。古巴共产党第一书记米格尔·迪亚斯-卡内尔表示，抗议活动是雇佣军的挑衅行为，由美国雇佣，意图破坏国家问题，他承诺将进行“革命性的反应”。

## 链接
- "LOS CANDIDATOS DEL PUEBLO - VILLA CLARA (The Local Candidates)" （页面存档备份，存于）
- "Designan vicepresidente de Cuba a Miguel Díaz-Canel Bermúdez" （页面存档备份，存于）
- "Vicepresidente de Cuba pidió unión a los venezolanos ante intentos desestabilizadores" （页面存档备份，存于）
- "Miguel Díaz-Canel Bermúdez - Juventu Rebelde (Diario de la juventud cubana)"

| 政党职务               | 政党职务                                      | 政党职务                        |
| ---------------------- | --------------------------------------------- | ------------------------------- |
| 前任： 劳尔·卡斯特罗   | 古巴共产党中央委员会第一书记 2021年4月－      | 現任                            |
| 官衔                   |                                               |                                 |
| 新頭銜                 | 古巴共和国主席 2019年10月－                   | 現任                            |
| 前任者： 劳尔·卡斯特罗 | 古巴国务委员会主席 2018年4月－2019年10月      | 改任国家主席                    |
| 前任者： 劳尔·卡斯特罗 | 古巴部长会议主席 2018年4月－2019年10月        | 繼任： 曼努埃尔·马雷罗 （总理） |
| 前任者： 何塞·马查多   | 古巴国务委员会第一副主席 2013年2月－2018年4月 | 繼任： 萨尔瓦多·巴尔德斯·梅萨   |
| 前任者： 何塞·马查多   | 古巴部长会议第一副主席 2013年2月－2018年4月   | 繼任： 萨尔瓦多·巴尔德斯·梅萨   |
| 军职                   |                                               |                                 |
| 前任： 劳尔·卡斯特罗   | 古巴革命武装力量总司令 2021年－               | 現任                            |